# الشيخ محمود
الشيخ محمود (توفي حوالي عام 1327) كان أحد أفراد عائلة الجوباني التي عاشت في الإلخانات. كان الابن الرابع للأمير المغولي والقائد جوبان.
خلال حياة جوبان، عُين محمود حاكمًا لأرمينيا وجورجيا. وبعد سقوط والده في عام 1327 على يد الإلخان أبو سعيد، أُحضر إلى تبريز حيث أُعدم.
كان للشيخ محمود أربعة أبناء؛ من بينهم بير حسين بن أمير محمود الذي لعب دورًا مؤثرًا في الصراع بين آل جوبان في أربعينيات القرن الرابع عشر.